# 丙炔酸甲酯
丙炔酸甲酯是一种有机化合物，化学式为HC2CO2CH3。由于炔基具有亲电性，它是合成其它有机化合物的试剂和砌块。它和八羰基二钴在二氯甲烷中反应，可以得到六羰基(丙炔酸甲酯)二钴。